# Ћатићи (Бановићи)
Ћатићи су насељено мјесто у Босни и Херцеговини у општини Бановићи које административно припада Федерацији Босне и Херцеговине. Према попису становништва из 1991. у насељу је живјело 334 становника.

## Становништво
| Националност       | 1991.        | 1981.        | 1971.        |
| Муслимани          | 326 (97,60%) | 304 (81,06%) | 310 (93,37%) |
| Срби               | 6 (1,79%)    | 25 (6,66%)   | 22 (6,62%)   |
| Југословени        | 2 (0,59%)    | 45 (12,00%)  | 0            |
| остали и непознато | 0            | 1 (0,26%)    | 0            |
| Укупно             | 334          | 375          | 332          |